# ENA (canal de televisão)
ENA é um canal nacional de televisão por assinatura sul-coreano operado pela SkyTV, uma subsidiária de televisão do grupo KT SkyLife. A programação da ENA é composta por séries de televisão e programas de variedades.

## História
Originalmente, o canal foi lançado sob o nome SkyHD em setembro de 2003, como parte da programação de canais do Skylife, seu nome foi alterado para HDOne em setembro de 2007 e o canal começou a ser exibido em outras redes de televisão a cabo. Mais tarde, em julho de 2012, foi renomeado para Canal N. Na época, sua programação era composta, majoritariamente, de séries de televisão e filmes estrangeiros. Em 1º de agosto de 2014, seu nome foi alterado mais uma vez de Channel N para Sky Drama, e se dedicou à transmissão de reprises de séries coreanas. Em 16 de março de 2020, o Sky Drama foi renomeado para SKY, e, em 29 de abril de 2022, sofreu outra alteração de nome e adotou o título ENA, com o serviço sendo ofertado fora do grupo Skylife, como seus concorrentes B tv e U+TV.
A justificativa para a mudança de nome veio em abril de 2022, onde a KT Corporation anunciou que o objetivo era transformar o canal em líder de assinaturas na televisão paga coreana. Yoon Yong-phil, CEO da SkyTV, afirmou que nos próximos três anos criaria mais de trinta novas séries de televisão para a ENA e mais de trezentos programas de entretenimento para a ENA e os canais operados pela Sky TV.

## Programas

### Série de televisão
A série de televisão de maior audiência da ENA é Uma Advogada Extraordinária, que estreou com uma audiência nacional de 0,9% e atingiu 17.534% em seu episódio final, tornando-se a sétima série de maior audiência na história da televisão a cabo coreana na época. Recebeu elogios da crítica e foi indicado para a categoria Melhor Série em Língua Estrangeira no Critics' Choice Awards de 2023.

#### Domingo e segunda-feira
- Evilive (14 de outubro – 13 de novembro de 2023)[7]

#### Segunda-feira e terça-feira
- Summer Strike (21 de novembro – 27 de dezembro de 2022).
- Pale Moon (10 de abril – 9 de maio de 2023).
- Oh! Youngsim (15 de maio – 13 de junho de 2023).
- Lies Hidden in My Garden (19 de junho – 11 de julho de 2023).
- Not Others (17 de julho – 22 de agosto de 2023).
- New Recruit 2 (28 de agosto de 2023 – 12 de setembro de 2023)

- Tell Me That You Love Me (27 de novembro de 2023 – 16 de janeiro de 2024)
- The Midnight Studio (11 de março – 6 de maio de 2024)
- Crash (13 de maio – 18 de junho de 2024)
- Your Honor (12 de agosto de 2024)
- Dear Haeri (23 de setembro de 2024)
- Drunken Romance (novembro de 2024)

#### Quarta-feira e quinta-feira
- Never Give Up (4 de maio – 23 de junho de 2022)[8]
- Uma Advogada Extraordinária (29 de junho – 18 de agosto de 2022)
- Good Job (24 de agosto – 29 de setembro de 2022)
- Love Is for Suckers (5 de outubro – 1 de dezembro de 2022)
- Unlock My Boss (7 de dezembro de 2022 – 12 de janeiro de 2023)
- Strangers Again (18 de janeiro – 22 de fevereiro de 2023)
- Delivery Man (1 de março – 6 de abril de 2023)
- True to Love (12 de abril – 25 de maio de 2023)
- Battle for Happiness (31 de maio – 20 de julho de 2023)
- Longing for You (26 de julho – 7 de setembro de 2023)
- The Kidnapping Day (13 de setembro de 2023 – 25 de outubro de 2023).
- Moon in the Day (1 de novembro – 14 de dezembro de 2023).
- Like Flowers in Sand (20 de dezembro de 2023 – 31 de janeiro de 2024)

#### Sexta-feira e sábado
- New Recruit (23 de julho – 20 de agosto de 2022)[9]
- Gaus Electronics (30 de setembro – 5 de novembro de 2022)

### Entretenimento

#### Programas em transmissão
- I Am Solo (나는 SOLO; 2021 – presente)[10]
- The Hammington's Dream Closet (desde 2022)
- I Am Solo: Love Continues (desde 2022)
- Suspicious Bookstore East West South Book (desde 2022)
- HMLYCP (desde março de 2023)[11][12]
- Blue Marble World Tour (a partir de março de 2023)[13]

#### Programas anteriores
- Thrill King (2019).
- Doomed Marriage (2020) coproduzido e transmitido junto com Channel A
- Soo Mi's Mountain Cabin (2021) coproduzido e transmitido junto com KBS2
- Divorced Singles (돌싱글즈; 2021) coproduzido e transmitido junto com MBN[14]
- Steel Troops (2021-2022) coproduzido e transmitido junto com Channel A
- Not Hocance But Scance (2022) coproduzido e transmitido junto com MBN
- Queen of Wrestling (2022) coproduzido e transmitido junto com tvN STORY
- King of Wrestling (2022) coproduzido e transmitido junto com tvN STORY
- Campground for Learning (2022)
- Whiteout (2023)